# Salticus dzhungaricus
Salticus dzhungaricus là một loài nhện trong họ Salticidae.
Loài này thuộc chi Salticus. Salticus dzhungaricus được Dmitri Viktorovich Logunov miêu tả năm 1992.